# Tổng cục Tiếp vận, Bộ Tổng tham mưu Quân lực Việt Nam Cộng hòa
Tổng cục Tiếp vận (1964 - 1975), trực thuộc Bộ Tổng tham mưu, là một ngành có nhiệm vụ quản lý tất cả chiến cụ, quân trang, quân dụng, phương tiện vận chuyển, vật tư tổng hợp v.v... trong Quân lực Việt Nam Cộng hòa. Từ đó, tiếp nhận quân viện và điều hành phân phối theo nhu cầu, theo thời hạn đến tất cả các Quân, Binh chủng trong Quân lực. Bộ chỉ huy nằm trong Bộ Tổng tham mưu. Tổng cục trưởng đồng thời kiêm luôn chức vụ Tham mưu phó Tiếp vận Liên quân, sau đổi là Tham mưu phó Tiếp vận Bộ tổng tham mưu. Tổng cục chia ra thành nhiều đơn vị nhỏ và theo hệ thống hàng dọc để việc điều hành và phân phối được nhanh gọn hơn.

## Lịch sử hình thành
Từ thượng tuần tháng 11 năm 1964 trở về trước, các cơ cấu tiếp vận đều thuộc quyền điều động của Phòng 4 Bộ Tổng Tham mưu.
Khuôn khổ này không đáp ứng với thực tại chiến trường đã biến đổi từ du kích chiến sang chiến tranh quy ước.
Chiến trường đã mở rộng hàng chục cây số với sự tham chiến của nhiều Sư đoàn cơ giới, đại pháo, chiến xa yểm trợ. Chiến tranh Việt Nam bắt đầu mang hình thức quy ước chiến của Đệ nhị Thế chiến ở Âu Châu. Yếu tố tiếp vận trở thành chủ yếu đối với các trận chiến.
Ngày 16 tháng 11 năm 1964, Tổng cục Tiếp vận được thành lập để thay thế Phòng 4 Bộ Tổng Tham mưu trong nhiệm vụ kết hợp 8 Cục Tiếp vận, điều hoà 5 Vùng Tiếp vận được chỉ huy bởi các Bộ Chỉ huy Tiếp vận, phối trí đều khắp 4 Quân khu như Đà Nẵng, Quy Nhơn, Nha Trang (về sau là Cam Ranh), Sài Gòn, Cần Thơ và yểm trợ tiếp vận về quân dụng chung luôn cho 2 Quân chủng Hải và Không quân.

## Bộ chỉ huy Tổng cục tháng 4/1975
| Stt | Họ và Tên                          | Cấp bậc     | Chức vụ         | Chú thích                             |
| --- | ---------------------------------- | ----------- | --------------- | ------------------------------------- |
| 1   | Đồng Văn Khuyên Võ khoa Thủ Đức K1 | Trung tướng | Tổng cục trưởng | kiêm Tham mưu trưởng Bộ Tổng tham mưu |
| 2   | Phạm Kỳ Loan Võ khoa Thủ Đức K1    | Đại tá      | Tổng cục phó    |                                       |
| 3   | Phạm Bá Hoa Võ khoa Thủ Đức K5     | Đại tá      | Tham mưu trưởng |                                       |

## Đơn vị trực thuộc Tổng cục tháng 4/1975
| Stt | Đơn vị                | Họ và Tên                                             | Cấp bậc     | Chức vụ        | Chú thích |  |
| --- | --------------------- | ----------------------------------------------------- | ----------- | -------------- | --- |  |
| 1   | Cục Quân y            | Phạm Hà Thanh Đại học Quân y Hà Nội                   | Chuẩn tướng | Cục trưởng     | |  |
| 2   | Cục Công binh         | Nguyễn Văn Chức Võ bị Địa phương Nam Việt Vũng Tàu K2 | Chuẩn tướng | Cục trưởng     | Ngày 29/4/1975, tướng Khuyên di tản, tướng Chức đảm nhiệm chức vụ Tổng cục trưởng Tổng cục Tiếp vận. Đại tá Nguyễn Thiện Nghị thay thế chức vụ Cục trưởng Cục Công binh</ref> |  |
| 3   | Cục Truyền tin        | Bùi Trọng Huỳnh Võ khoa Nam Định                      | Đại tá      | Cục trưởng     | |  |
| 4   | Cục Quân nhu          | Đỗ Trọng Cương Võ bị Đà lạt K7                        | Đại tá      | Cục trưởng     | |  |
| 5   | Cục Quân cụ           | Từ Nguyên Quang Võ bị Đà Lạt K3                       | Đại tá      | Cục trưởng     | |  |
| 6   | Cục Quân vận          | Nguyễn Tử Khanh Võ khoa Thủ Đức K1                    | Đại tá      | Cục trưởng     | |  |
| 7   | Cục Quân Tiếp vụ      | Tô Đăng Mai Võ khoa Thủ Đức K1                        | Đại tá      | Cục trưởng     | |  |
| 8   | Cục Mãi dịch          | Nguyễn Hữu Điền Võ khoa Thủ Đức K1                    | Đại tá      | Cục trưởng     | |  |
| 9   | Lục quân Công xưởng   | Huỳnh Thu Toàn Võ bị Đà Lạt K3                        | Đại tá      | Chỉ huy trưởng | |  |
| 10  | Tổng kho Long Bình    | Trương Đình Liệu Võ bị Đà Lạt K8                      | Đại tá      | Chỉ huy trưởng | |  |
| 11  | Trung tâm Điện toán   | Nguyễn Thành Huê Võ khoa Thủ Đức                      | Đại tá      | Chỉ huy trưởng | |  |
| 12  | Bộ Chỉ huy Tiếp vận 1 | Ngô Minh Châu Võ khoa Thủ Đức K4                      | Đại tá      | Chỉ huy trưởng | Bộ chỉ huy đặt tại Đà Nẵng |  |
| 13  | Bộ Chỉ huy Tiếp vận 2 | Phạm Thanh Nghị Võ khoa Nam Định                      | Đại tá      | Chỉ huy trưởng | Bộ chỉ huy ban đầu đặt tại Quy Nhơn, sau chuyển về Nha Trang |  |
| 14  | Bộ Chỉ huy Tiếp vận 3 | Trần Quốc Khang Võ khoa Nam Định                      | Đại tá      | Chỉ huy trưởng | Bộ chỉ huy đặt tại Biên Hoà |  |
| 15  | Bộ Chỉ huy Tiếp vận 4 | Nguyễn Văn Nhỏ Võ bị Huế K1                           | Đại tá      | Chỉ huy trưởng | Bộ chỉ huy đặt tại Cần Thơ |  |
| 16  | Bộ chỉ huy Tiếp vận 5 | Mai Duy Thưởng Võ khoa Nam Định                       | Đại tá      | Chỉ huy trưởng | Bộ chỉ huy đặt tại Cam Ranh (Đại tá Mai Duy Thưởng kiêm Quân trấn trưởng Cam Ranh)                                                                                            |  |

Trước tháng 11 năm 1964 quân số ngành Tiếp vận có khoảng 50.000 người. Sau khi thành lập Tổng cục và mở rộng quy chế đã tăng lên đến 153.000 người (duy trì tới tháng 4 năm 1975), trong đó 19.000 người thuộc Tiếp vận Không quân và 11.000 người thuộc Tiếp vận Hải quân.
Nhiệm vụ của những sĩ quan, binh sĩ trong ngành Tiếp vận rất nặng nề và gian truân. Tuy nhiên, họ vẫn luôn làm đúng chức năng và tròn trách nhiệm của mình, luôn kịp thời mỗi khi yểm trợ tiếp vận trong bất cứ hoàn cảnh nào, kể cả có phải băng qua vùng chiến trận bom đạn.

## Tổng cục trưởng qua các thời kỳ
| Stt | Họ và Tên                                             | Cấp bậc     | Tại chức     | Chú thích                                      |
| --- | ----------------------------------------------------- | ----------- | ------------ | ---------------------------------------------- |
| 1   | Bùi Hữu Nhơn Võ bị Liên quân Viễn Đông Đà Lạt K1      | Chuẩn tướng | 1964-1966    | Giải ngũ năm 1968 ở cấp Thiếu tướng            |
| 2   | Đào Ngọc Thọ Võ khoa Thủ Đức K1                       | Đại tá      | 1966-1967    |                                                |
| 3   | Đồng Văn Khuyên                                       | Đại tá      | 1967-1975    |                                                |
| 4   | Nguyễn Văn Chức Võ bị Địa phương Nam Việt Vũng Tàu K2 | Chuẩn tướng | 29-30/4/1975 | Thay thế Trung tướng Khuyên đã rời bỏ nhiệm sở |

## 1975
Ngành Tiếp vận cũng như tất cả các đơn vị trong Quân lực Việt Nam Cộng hòa, vào những ngày cuối cùng của tháng 3 (Quân khu 1 và 2) và cuối tháng 4 năm 1975 (Quân khu 3 và 4), đã tự rã ngũ và di tản.